# 斯科特城 (堪薩斯州)
斯科特城（英語：Scott City）是一個位於美國堪薩斯州斯科特縣的城市。同時該地也是斯科特縣的縣治。

## 地方資料
斯科特城的座標為38°28′57″N 100°54′26″W / 38.48250°N 100.90722°W，而該地的海拔高度為908米（即2979英尺）。根據2010年美國人口普查，該地共人口4113人，而該地的面積約為7.03平方千米。